# 星ようこ
星 ようこ（ほし ようこ、1966年8月31日 - ）は、日本の女優。宮城県仙台市出身。本名、星 洋子（読み同じ）。旧芸名、星 洋子、星 遥子（読み同じ）。
スタッフ・アップ所属。帝京女子短期大学秘書科卒業。趣味・特技は、映画観賞・ピアノ・ジャズダンス・茶道・関西弁。
ヘアヌード写真集『Fandango』において、スタイル抜群の肉体美を披露している。
女優業の傍ら、ライブ、ヨガにも取り組む。
本名の「星 洋子」から「星 遥子」に改名、その後現在の「星 ようこ」を芸名としている。

## 出演

### テレビドラマ
1986年
- 白虎隊（日本テレビ） - 間瀬ゆき

1987年
- 太閤記
- 独眼竜政宗 - 百合姫
- アナウンサーぷっつん物語（フジテレビ）
- 男たちによろしく（TBS）

1988年
- 銀河テレビ小説 総務部総務課山口六平太（NHK） - 吉沢小夜子
- もっとあぶない刑事 第11話「結婚」（12月16日、日本テレビ） - 函館西警察署榎本まゆみ刑事  ※星 洋子名義

1989年
- 金曜SP日本放送作家協会30周年記念ミステリアスファンタジーPEARL1989-1970（TBS）

1990年
- あいつがトラブル 第7話「爆弾かかえて突っ走れ」（1月27日、フジテレビ） - 北村優子
- 火曜ミステリー劇場 赤かぶ検事奮戦記（朝日放送）
- あぶない女たち（フジテレビ）

1991年
- ひとりでみてネ おっぱいが重たい!!（TBS）
- 七人の女弁護士（テレビ朝日）
- 朝の連続ドラマ 花友禅（よみうりテレビ）
- 土曜ワイド劇場 美人外科医殺し（テレビ朝日） - 木村律子

1992年
- 月曜・女のサスペンス 女流作家シリーズ（第2期）・遺書二つ（テレビ東京）
- 生命燃ゆ（テレビ朝日）
- ドラマシティ'92真夏の夜の夢　赤いハネムーン（よみうりテレビ）
- 俺たちルーキーコップ　第10話「大奮闘」（6月16日、TBS）
- 土曜ワイド劇場「江戸川乱歩の美女シリーズ・からくり人形の美女」 （7月4日、テレビ朝日） - 小林文代
- 愛しの刑事 第1話「名コンビ誕生!友情の捜査」（10月18日、テレビ朝日） - 野口みさ子
- 往診ドクター事件カルテ　第10話「女は度胸でストリップ」（11月24日、テレビ朝日）

1993年
- 七人の女弁護士（テレビ朝日）
- 金曜ドラマ わたしってブスだったの?（TBS）
- 映画みたいな恋したい不法侵入 138話（テレビ東京）
- 憎しみに微笑んで（TBS）
- 男と女のミステリー 父と子の疑惑（フジテレビ）

1994年
- 土曜ワイド劇場「江戸川乱歩の美女シリーズ・みだらな喪服の美女」 （1月8日、テレビ朝日） - 小林文代
- 半熟卵 4、7話（フジテレビ）
- セプテンバーラブストーリー（TBS）

1995年
- 新春ドラマSP十津川警部シリーズ7「豪華特急トワイライト殺人事件」（1月2日、TBS） - 広池久里子
- 金曜エンタテイメント 女優 夏木みどりシリーズ華やかな招待状（フジテレビ）
- 御家人斬九郎 8話（フジテレビ）
- 火曜サスペンス劇場 小京都ミステリー15「大和路くみひも殺人事件」（9月26日、日本テレビ） - 広瀬奈美
- 風の刑事・東京発!　第5話「完全犯罪の女!?記念写真の謎」（11月15日、テレビ朝日）

1996年
- 土曜ワイド劇場 家政婦は見た!15「財界一族の虚飾の争い 老害ワンマンオーナーに群がる女たちの秘密」（4月13日、テレビ朝日） - 吉川みさき
- 七星闘神ガイファード（テレビ東京）
- ウイークエンドドラマ・変（テレビ朝日）
- イタズラなKiss（テレビ朝日） - 和泉聖子

1997年
- 土曜ワイド劇場 夜間検証（テレビ朝日） - 薬師寺聡美
- 名探偵保健室のオバさん（テレビ朝日）
- 金曜エンタテイメント キッチン探偵･南本ちなみの推理日誌（フジテレビ）
- フェイス（フジテレビ）
- 金曜エンタテイメント 美人記者 香坂冬子の名推理（フジテレビ）
- 金曜エンタテイメント ナースな探偵（フジテレビ） - 青木佳奈子

1998年
- 略奪愛・アブない女（TBS）
- 土曜ワイド劇場 山村美紗サスペンス「愛の摩周湖殺人事件」（テレビ朝日） - 大林麗子
- 土曜ワイド劇場 温泉若おかみの殺人推理（テレビ朝日） - 小笠原麗子
- 月曜ドラマスペシャル ブライダルコーディネーターの事件簿名古屋嫁取り殺人事件（TBS） - 鹿沼由香
- 金曜エンタテイメント デパートガール探偵（フジテレビ） - 浅野薫

1999年
- 土曜ワイド劇場 ダイエット三姉妹の旅情事件簿3（テレビ朝日） - 高田由美
- お水の花道 9、10話（フジテレビ）
- 月曜ドラマスペシャル ホステス探偵危機一髪1（TBS） - 朝丘彩子
- ザ・ハングマンスーパー2000（朝日放送）
- ザ・ドクター（TBS）
- 金曜エンタテイメント 地獄の花嫁1（フジテレビ） - 井沢茂登子

2000年
- 土曜ワイド劇場 終着駅シリーズ「夜行列車」（2月5日、テレビ朝日） - 十々木寿子
- 京都潜入捜査官 9話（テレビ朝日） - 夏原紀子

2001年
- 愛は正義（テレビ朝日） - 八代悦子
- マリア（TBS） - 大島みどり
- 金曜エンタテイメント 美容エステ探偵2（フジテレビ） - 角替耀子
- 牟田刑事官事件ファイル30（テレビ朝日） - 三浦ヨシ子
- Shin-D Ready Made 1、2話（日本テレビ） - 大野直子
- 女と愛とミステリー 雨の旅 角館の殺人（テレビ東京） - 音奴

2002年
- 女と愛とミステリー 税関検査官・今井陽子 密輸ダイヤモンド殺人事件（テレビ東京） - 江坂温子
- はるちゃん6 第4・5週（フジテレビ）
- 女と愛とミステリー 事件記者 浦上伸介2 長崎異人館の視線（テレビ東京） - 音奴
- 木曜ミステリー 科捜研の女4　第3話「幽霊館の惨劇に秘められた罠」（8月8日、テレビ朝日） - 星野智里

2003年
- 時空警察3 聖徳太子（日本テレビ）
- 女と愛とミステリー特捜刑事・遠山怜子（テレビ東京）
- 火曜サスペンス劇場 屋形船の女（日本テレビ）
- 土曜ワイド劇場 検事・朝日奈耀子（テレビ朝日）

2004年
- 愛のソレア（フジテレビ）
- 月曜ミステリー劇場 ゴミは殺しを知っている6（TBS）
- 土曜ワイド劇場 狩矢父娘シリーズ5・京都祇園祭り殺人事件（テレビ朝日）
- さそり前編（BS-i）
- 月曜ミステリー劇場 財務捜査官 雨宮瑠璃子（TBS）

2005年
- 鬼嫁日記 3話（フジテレビ）
- 旅の香り 時の遊び（テレビ朝日）

2006年
- 恋する日曜日 ニュータイプ 13話（BS-i） - 会田涼子
- 地獄少女 3話（日本テレビ） - 鳥海真理
- 月曜ミステリー劇場 熱血母さん事件簿2（TBS）
- 土曜ワイド劇場 眠る骨（テレビ朝日）
- 連鎖怪談エピソード（TVK、KBS）
- 出雲の阿国 4話（NHK） - 近衛前子 役

2007年
- 土曜ワイド劇場　デパート仕掛け人!天王寺珠美の殺人推理1「万引き事件に仕組まれたキケンな罠！連続殺人の謎…美人販売員の驚愕の過去と実態を暴け!!」（9月15日、テレビ朝日） - 増岡亮子

2008年
- となりのクレーマー（フジテレビ）
- 金曜プレステージ「津軽海峡ミステリー航路(7)」 ‐ 吉川里美
- 秘書のカガミ（テレビ東京） - 南原千代
- 金曜プレステージ 「白衣の天使は見た・外科病棟殺人カルテ」（フジテレビ）

2009年
- 土曜ワイド劇場「おかしな刑事5」居眠り刑事とエリート女警視　新潟十日町着物ショーに父娘潜入捜査！狙われた舞台上の時限発射トリック！（3月28日、テレビ朝日） - 中原めぐみ
- 水曜ミステリー9「密会の宿7」（7月1日、テレビ東京） - 根岸瞳

2010年
- 月曜ゴールデン「弁護士 一之瀬凛子2」（1月18日、TBS）

2011年
- 月曜ゴールデン「緑川警部 VS 殺人トランプ」（9月12日、TBS） - 星野明美
- 月曜ゴールデン「警視庁南平班〜七人の刑事〜4」（11月7日、TBS） - 畑野優里

2013年
- 金曜プレステージ「十津川刑事の肖像7」（フジテレビ） - 若月晴美

2014年
- マルホの女〜保険犯罪調査員〜 8話（6月6日、テレビ東京） - 立石和子

2015年
- 赤と黒のゲキジョー「おばさん弁護士 町田珠子」（1月30日、フジテレビ） - 結城佳苗
- 土曜ワイド劇場「犯罪心理学教授・兼坂守の捜査ファイル2」（7月11日、朝日放送） - 前田里美

2016年
- 水曜ミステリー9「マザー・強行犯係の女〜傍聞き〜」（4月20日、テレビ東京） - 澤井梓

2019年
- 刑事7人（テレビ朝日） ‐ 山下早苗

2021年
- ドラマイズム 年の差婚 最終話（2月9日、TBS）
- 森村誠一ミステリースペシャル 終着駅シリーズ37「停年のない殺意」（4月1日、テレビ朝日） ‐ 大里典子

### 映画
- 真夜中の少女たち〜センチメンタルハイウェイ
- 全身と小指
- 嫌われ松子の一生
- 地球の魅力 - 安田恭子 役
- 戦 IKUSA 第弐戦〜二本松の虎〜
- 電脳刑事まつり「デカ節」
- L'amant ラマン
- 終着駅の次の駅
- 禁断の事件簿・ストーカーを愛した女
- トマトジュース
- 自殺マニュアル2 〜中級編〜
- Seventh Anniversary
- サラリーマン金太郎
- 不貞の季節
- 弱虫（チンピラ）
- 薔薇ホテル
- 不貞の季節
- 暗いところで待ち合わせ（2006年）
- 感情教育
- あいのノート
- ひぐらしのなく頃に（2008年） - 前原藍子
- ボディ・ジャック（2008年） - 澤井玲子
- 海の上の君は、いつも笑顔。
- 余命1ヶ月の花嫁
- 掌の小説（2010年）・第2話「有難う」 - 保子
- 茜さす部屋
- 眩しくて見えなかったから長い瞬きを繰り返した
- つむぐ
- ささくれ
- アウトロダブル（2022年）
- 自宅でありがとう。さようなら（2023年） - まさこ[1]

### Vシネマ
- 凶獣の牙 - 神山亜希子
- 爆走トラッカー軍団パート2
- ダイハードエンジェルス～危険を愛する女たち～
- 世にも奇妙な物語～BUD GIRL

### インターネット
- 姦C（かしましい）（2006年6月～）
- ～刑事まつり～ デカ節

### 舞台
- 無敵な男達
- 阪神大震災
- 猫のヒゲのしくみ
- 世紀末三人姉妹
- マイ・スウィートベイビィ
- 主人公はお前じゃない
- 心霊探偵八雲 魂のささやき

### DVD/ビデオ
- 1shot 2love 走れカメラ小僧!!
- 恋愛白書
- ザ・ハングマン ミッション2000

### 写真集
- Fandango（ヘアヌード写真集。1999年9月14日、バウハウス）
- Blue Forest（1995年3月2日、スコラ）

### CM
- 大正製薬 プリザエース
- トヨタ自動車 マークX ショートストーリー「走り続ける男」（BS日テレのみ、美佐子 役）